# Тополчани (Словакия)
 Тази статия е за града в Словакия.  За окръга вижте Тополчани (окръг).  
Тополчани (на словашки: Topoľčany) е град в западна Словакия, административен център на окръг Тополчани в Нитрански край. Населението му е около 25 492 души (декември 2017). Градът е разположен в широката долина на река Нитра.

## Име
Съвременни изследвания водят към версията, че името идва от старославяското "topol" (топъл) поради термалните извори, а не от дървото топола.

## История
Следи от човешка дейност се откриват от неолита, когато започва преходът от лов и събирателство към уседнало земеделие. По-късно местността се населява от келти, германи и славяни.
Първото писмено свидетелство за Тополчани е от 1173 г., когато унгарският крал Бела III дарява града на местен феодал. През XIII век е изградена крепостта на Тополчани, през XIV век, по времето на Сигизмунд, Тополчани получават статут на кралски град. От 1431 – 1434 е владение на хуситите. През 1599 г. градът е опустошен от турците. От 17 век започва разцвет на града, император Рудолф II дава правото да се организират панаири. До 1918 г. е в състава на Австро-Унгария, от 1918 до 1992 – на Чехословакия, а от 1993 г. спада към новообразуваната Словашка република.

## Промишленост
В града е развита дърводобивната, електротехническата, хранително-вкусовата, текстилната промишленост.

## Транспорт
Лежи на жп линия по направлението Приевидза - Нове Замки. Шосейна връзка с Пиещяни и първокласен път между Нитра и Жилина.

## Население
98 % словаци, 1% чехи, 0,2% роми, а останалите 0,8% са унгарци, немци, украинци и др.

## Спорт
В Тополчани са развити спортовете хокей на лед, хандбал, тенис на маса, плуване и водна топка.

## Личности
- Роберт Фицо – премиер на Словакия (2006 – 2010, 2012 – 2018 и от 2023 г.).